# MP3 přehrávač

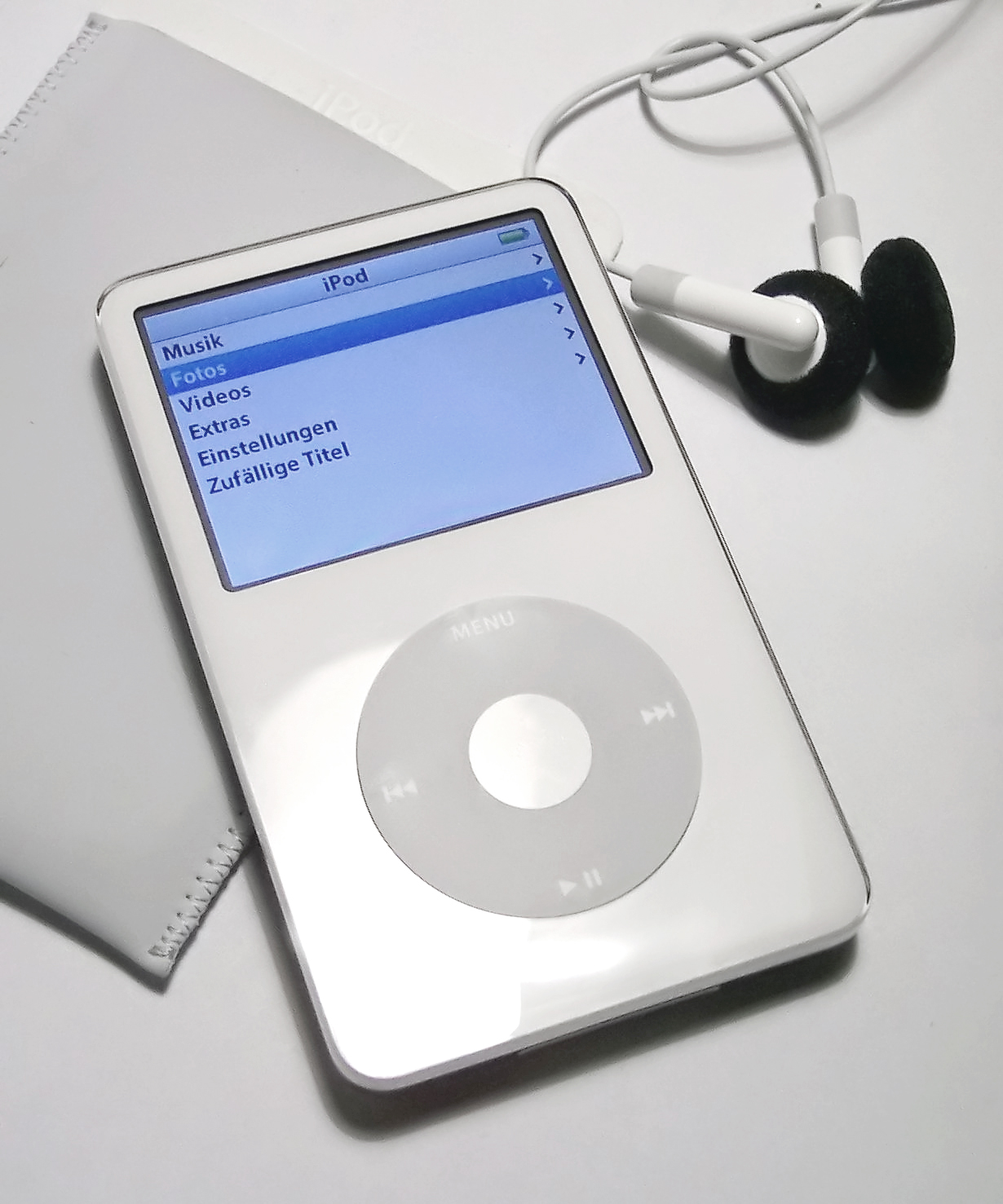
Pátá generace přehrávače Apple iPod

MP3 přehrávač (též přenosný hudební přehrávač, hovorově „empétrojka“) je přenosný digitální audiopřehrávač (digital audio player, DAP), který slouží k poslechu souborů ve formátu MP3. Označení se však vžilo i pro přehrávače ostatních audioformátů (např. Ogg, WMA nebo AAC). MP3 přehrávač je výrobek patřící do spotřební elektroniky, který ukládá, organizuje a přehrává digitální audiosoubory. Naopak analogový audiopřehrávač přehrává hudbu z audiokazety. Přenosná zařízení, která navíc přehrávají video nebo zobrazují text, jsou označována jako přenosné multimediální přehrávače (portable media player, PMP).

## Popis
Data jsou uložena buď v paměti flash, nebo na miniaturním pevném disku, příp. na paměťové kartě. Kromě MP3 přehrávají některé přehrávače také WMA, Ogg Vorbis, M4A (AAC), WAV, FLAC, ATRAC a další formáty. Většina nových modelů přehrává i video.

## Historie

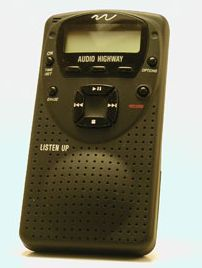
Audiopřehrávač Up player od Highway, vítěz Inovace Award na veletrhu spotřební elektroniky v lednu roku 1997

Bezprostředním předchůdcem na trhu před digitálním audiopřehrávačem byl přenosný CD přehrávač, nebo „přenosné audio zařízení“. Kane Kramer navrhl jeden z prvních digitálních audiopřehrávačů a nazval ho IXI. Prototyp, který vyrobil v roce 1979, byl schopný přehrávat zvuk přibližně 3,5 minuty, což komerční produkci neodstartovalo. Jeho patentová přihláška ve Velké Británii byla podána až v roce 1981, patent 2115996 byl vydán v roce 1985 a ve Spojených státech byl patent 4.667.088 vydán v roce 1987. Firma Apple najala Kramera jako konzultanta a představila jeho práci jako příklad stavu techniky v oblasti digitálních audiopřehrávačů během soudního sporu s Burst.com téměř o dvě desítky let později.
Audio Highway byla světově první společnost, která představila přenosný MP3 přehrávač s konceptem, kdy byl soubor MP3 nejprve stažen do osobního počítače a následně přenesen do MP3 přehrávače. Firma Audio Highway představila 23. září 1996 svůj Listen Up player pod vedením zakladatele a výkonného ředitele Nathana Schulhofa. Listen Up player a Listen Up Personal Audio System získal cenu inovace na Consumer Electronics Show v lednu 1997. Highway pak začal dodávat Listen Up player do Spojených států v září roku 1997. Listen Up player také vyhrál jako výrobek spotřebitele ve druhém ročníku Internet Showcase conference, která se konala 30. ledna 1998.
Jako hlavní vynálezce má Schulhof tři patenty v USA (5.557.541, 5.572.442 a 5.841.979) stejně tak jako spoluvynálezce na jiném Americkém patentu (6549942). Schulhof je někdy označován jako „otec průmyslu s MP3 přehrávači“.
Jeden z čipů, který byl použit k vytvoření přenosných MP3 přehrávačů, byl Micronas MAS3507D ASIC MP3 Decoder chip (dešifrovací čip). Tento čip umožnil mikrokontroléru číst data z flash paměti a napájet dešifrovací čip a tak vytvářet řešení s nízkou spotřebou. Několik elektronických projektů DIY (udělej si sám) bylo použilo jako základní obvod pro softwarové řešení, měly však omezenou výdrž baterie.
Další firma na trhu s MP3 přehrávači byla Jihokorejská Saehan Information Systems, která začala prodávat přehrávače „MPMAN“ v polovině roku 1998. Jihokorejská společnost pak vyvinula přehrávač Eiger Labs, který distribuovala jako Eiger Labs MPMan F10. Tyto přehrávače o kapacitě 32 MB (cca šest písniček) byly na severoamerickém trhu během léta roku 1998.
PMP300 Rio od Diamond Multimédia byl představen v září 1998, několik měsíců po MPMAN a měl také kapacitu 32 MB. To byl úspěch a během prázdninové sezóny byl výnos z prodeje nad očekávání a investice do digitální hudby byly potom hrazeny ze zisku z prodeje PMP300 Rio. Protože přehrávač proslul jako cíl velkého soudního sporu, je Rio chybně považován za první digitální audiopřehrávač.
V roce 1998 vyvinul Compaq první pevný disk založený na DAP s použitím 2,5″ notebookového disku, který byl licencován firmou HanGo Electronics (dnes Remote Solution). První PJB-100 (Personal Jukebox) prodal v roce 1999 a přehrávač měl počáteční kapacitu 4,8 GB s inzerovanou kapacitou 1200 skladeb.
V roce 2000 společnost Creative vydala Creative NOMAD Jukebox se základním pevným diskem o kapacitě 6 GB. Jméno Jukebox si společnost Creative vypůjčila metaforou popularizovaného Remote Solution a často užívaného taky značkou Archos. Později používaly přehrávače Creative NOMAD spíše disky Microdrive než notebookové disky.
V říjnu 2001 firma Apple Computer (nyní Apple Inc.) představila první generaci iPodu, s pevným diskem kapacity 5 GB založeným na DAP s 1,8″ pevným diskem Toshiba. S vývojem uživatelského rozhraní spartan a menší velikosti byl iPod od počátku populární v rámci komunity Macintosh. V červenci 2002 firma Apple představila druhou generaci aktualizovaného iPodu. Byl kompatibilní s počítači s operačním systémem Microsoft Windows přes Musicmatch Jukebox. Obsahoval technologii flash memory-based. IPod si získal vedoucí postavení na trhu v DAPS.
V roce 2002 vydal Archos první přenosný přehrávač médií „portable media player" (PMP), který nesl označení Jukebox Multimedia. Výrobce do zařízení přidal funkci zobrazení obrázků a přehrávání videa.
V roce 2001 byly v Jižní Koreji instalovány do mobilních telefonů podpory pro přehrávání MP3 a první umělec, který prodával písničky do mobilních telefonů ve formátu MP3, byl Ricky Martin. Inovace se šířila rychle a do roku 2005 byla více než polovina veškeré prodávané hudby v Jižní Koreji prodávána přímo do mobilních telefonů. Myšlenka se šířila po celém světě a do roku 2005 všech pět hlavních výrobců telefonů – Nokia, Motorola, Samsung, LG a SonyEricsson – vydalo telefony s podporou přehrávaní MP3 hudby. Do roku 2006 bylo prodáno více MP3 přehrávačů v „hudebních telefonech" než všech samostatných MP3 přehrávačů celkem. Rychlý vzestup hudebních telefonů byl pro firmu Apple hlavním důvodem k vývoji iPhonu. V roce 2007 prošel instalovaný základ hudebních telefonů jednou miliardou upgradů a dnes více než polovina všech mobilních telefonů na světě přehrává MP3.
Přestože on-line hudební služby, jako jsou Rhapsody, RealNetworks, také nabízejí legální stahování prostřednictvím předplatného, zahájení v iTunes Store v roce 2003 založilo model k prodávaní jednotlivých skladeb a alb, které je možno si koupit.

## Typy

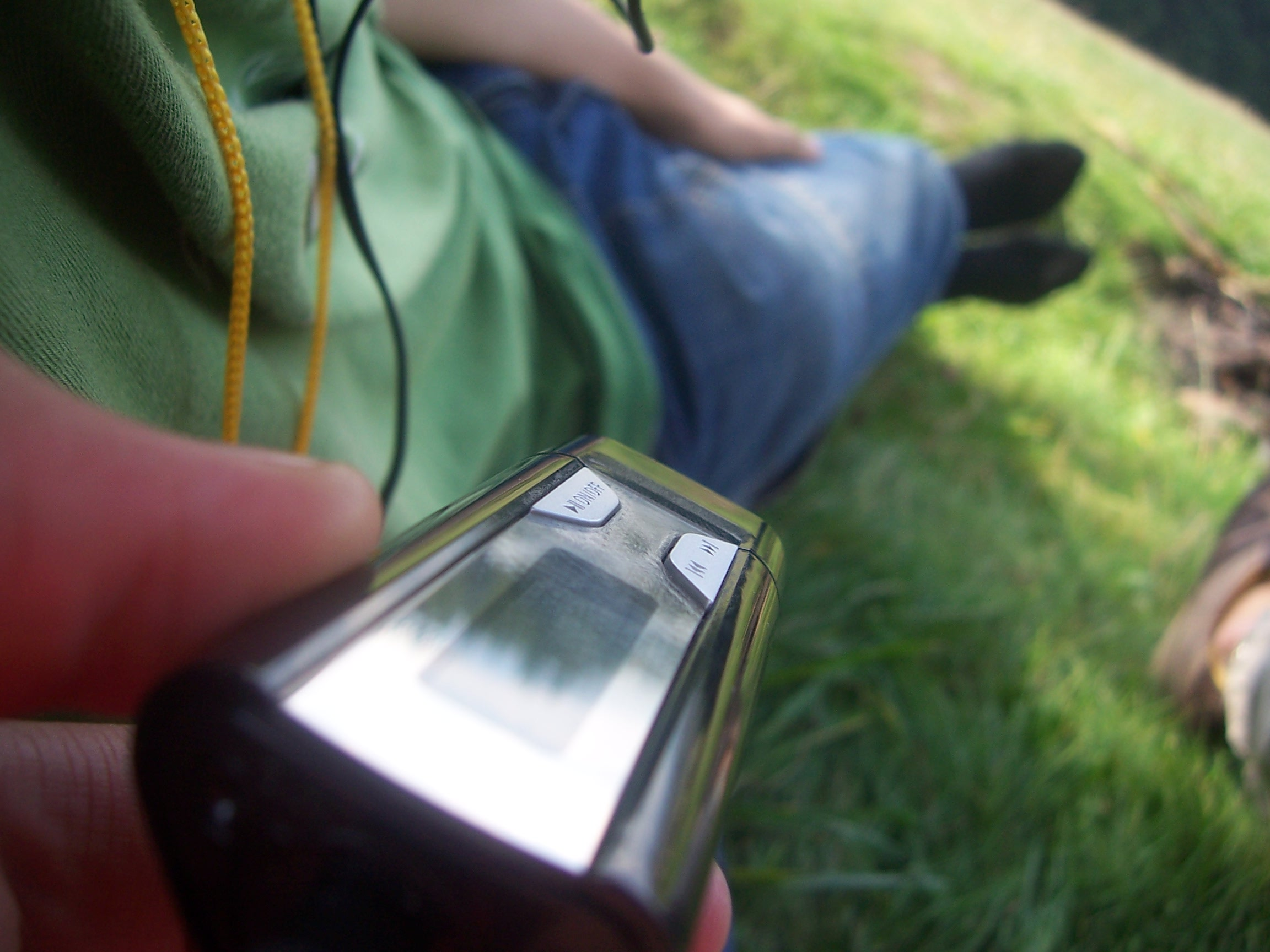
Philips GoGear SA1110 s pamětí typu flash přehrávače

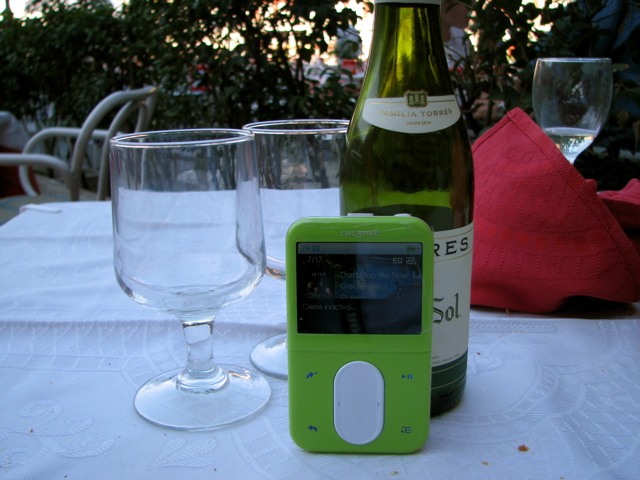
Zabudovaný pevný disk přehravače (Creative ZEN Vision: M)

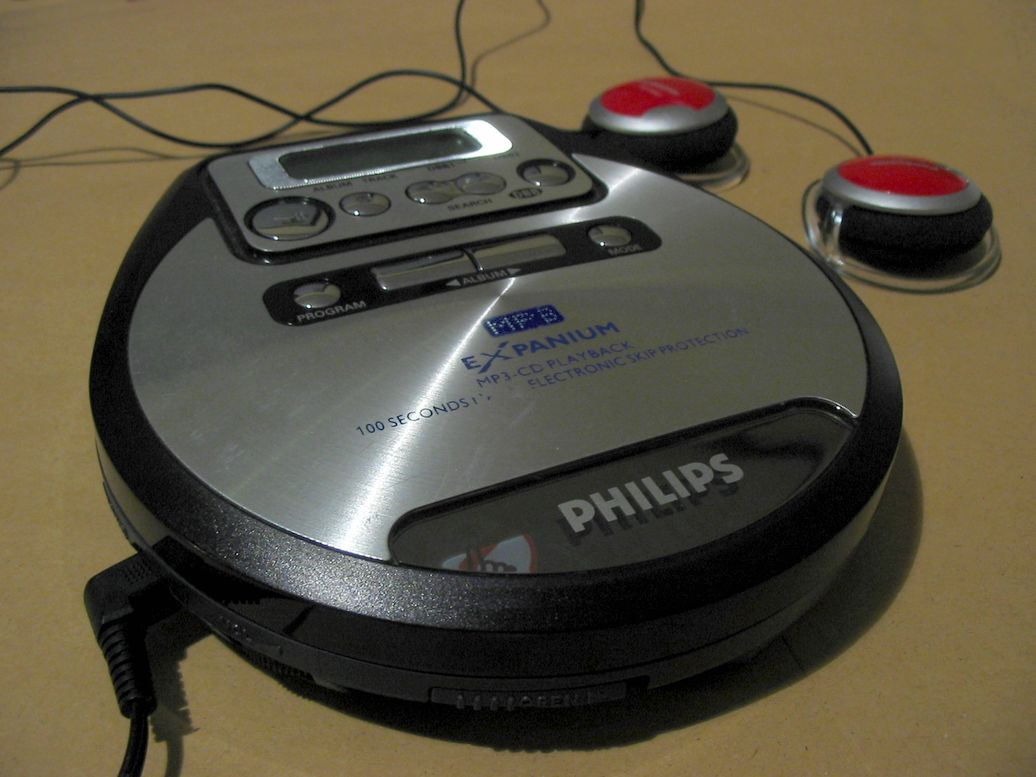
MP3 CD přehrávač (Philips Expanium)

Digitální audiopřehrávače lze třídit podle paměťových médií:
- Přehrávače založené na technologii Flash: Jedná se o paměťové zařízení bez pohyblivých mechanických částí, takzvaný solid state, které má digitální soubory uloženy na interní flash paměti nebo na vyjímatelné paměťové kartě. Původně nízkokapacitní zařízení k ukládání dat jsou nyní[kdy?] komerčně dostupná až do velikosti 64 GiB. Vzhledem k tomu, že jsou pevná a nemají pohyblivé části, vyžadují méně energie z baterie a je méně pravděpodobné, že přeskočí během přehrávání. Také mohou být odolnější vůči některým rizikům, jako je například pád přístroje nebo poškozeni některé součástky disku. Tím se liší od přehrávačů s pevným diskem. Jsou k dispozici USB zařízeni k zapojení USB flash disků, které obsahují základní funkce pro přehrávání MP3.
- Přehrávače s pevným diskem nebo digitální jukeboxy: Tato zařízení čtou digitální audiosoubory z pevného disku (HDD) a mají vyšší kapacitu. V roce 2010 až do 500 GB.[18] To znamená, že desítky tisíc skladeb mohou být uloženy do jednoho přehrávače. Nevýhodou zařízení je, že pevný disk spotřebuje více energie, je větší a těžší a je v podstatě křehčí než flash disk. Z tohoto důvodu vyžaduje více ochrany před pádem i jiným nevhodným zacházením.
- CD/DVD MP3 přehrávače: Přenosné CD přehrávače, které mohou dekódovat a přehrávat MP3 soubory uložené na CD. Tyto přehrávače jsou obvykle mnohem levnější než přehrávače s pevným diskem nebo flash přehrávače. Také prázdný CD-R je levný, obvykle stojí méně než 20 korun. Navíc mají tato zařízení bonus, že mohou hrát standardní Red Book audio CD. Nevýhodou je, že vzhledem k mechanické povaze jsou ještě křehčí než přehrávače založené na pevných discích, a tudíž náchylnější k vynechání nebo jiné chybě při čtení souboru během přehrávání. Také CD obyčejně pojme jen asi 700 MB dat, což bude vyžadovat velkou knihovnu, která bude obsahovat více disků. Nicméně některé dražší přehrávače jsou také schopné čtení a přehrávání souborů obsažených na větších discích DVD. Tyto přehrávače mívají také schopnost přehrávání a zobrazení videoobsahu, jako jsou filmy.
- Síťové audiopřehrávače: Přehrávače, které se připojují pomocí Wi-Fi sítě a umožňují tak přijímat a přehrávat audio.[19] Tyto typy přehrávačů obvykle nemají žádné vlastní úložiště dat, a proto se musí spoléhat na server, kterým je typicky osobní počítač připojený do stejné sítě.
- USB/paměťové karty: Přehrávače, které spoléhají na USB flash nebo jiné paměťové karty pro uchování dat.

## Typické vlastnosti
MP3 přehrávače mohou přehrávat digitální audio, video i obrázky. Obvykle mají barevný displej z tekutých krystalů (LCD) nebo displej využívající technologii organických elektroluminiscenčních diod (OLED). Různé přehrávače mají možnost nahrávat video, obvykle s pomocí volitelného příslušenství, jako jsou kabely, audio, zabudovaný mikrofon nebo FM tuner. Některé přehrávače jsou zároveň i čtečky paměťových karet, které jsou nabízeny jako přehrávače s možností ukládání a přenosu dat. Některé přehrávače, mají rysy osobních emulovaných organizérů nebo mají podporu pro hraní her, jako je iRiver Clix (kompatibilní s Adobe Flash Lite) nebo PlayStation Portable, který je součástí balení.

### Přehrávání zvuku
Téměř všechny přehrávače jsou kompatibilní s MP3 audioformátem. Mnoho jich podporuje též formáty Windows Media Audio (WMA), Advanced Audio Coding (AAC) a WAV. Některé přehrávače jsou kompatibilní s otevřenými formáty jako Ogg Vorbis a Free Lossless Audio Codec (FLAC). Zvukové soubory zakoupené v internetových obchodech mohou být pod Správou digitálních práv (DRM, ochrana proti kopírování), což mnoho moderních přehrávačů podporuje.

### Prohlížení obrázků
Formát JPEG je široce podporován přehrávači. Některé přehrávače, jako je iPod série, poskytují kompatibilitu pro zobrazení v dalších formátech, jako je GIF, PNG a TIFF, zatímco jiné jsou dodávány s konverzním softwarem.

### Přehrávání videa
Většina novějších přehrávačů podporuje formát videa MPEG-4 a mnohé další přehrávače jsou kompatibilní s Windows Media Video (WMV) a Audio AVI. Software je součástí přehrávače a může být schopen převést videosoubory do kompatibilního formátu.

### Nahráváni
Řada přehrávačů má vestavěný elektretový mikrofon, který umožňuje nahrávat zvuk. Je vhodný k nahrávání řeči, ale ne hudby, kvalita záznamu je nízká. Použít lze externí mikrofon. Některé MP3 přehrávače umožňují záznam zvuku připojením k jinému přístroji, přehrávače vybavené FM tunerem mohou zaznamenávat rozhlasové vysílání.

### Rádio
Některé DAP mají zabudovaný FM rádio tuner. Mnoho také mít možnost změnit frekvenci obvykle od 87,5 do 108,0 MHz, pro japonské pásmo od 76,0 do 90,0 MHz.

## Známé značky MP3 přehrávačů
- Apple
- Creative
- Emgeton
- Hyundai
- iAudio
- iriver
- Microsoft
- Samsung
- SanDisk
- Teac
- Thomson